# Antonio Pierfederici
Antonio Pierfederici, talvolta indicato come Tonino Pierfederici (La Maddalena, 18 marzo 1919 – Roma, 6 gennaio 1999), è stato un attore italiano.

## Biografia
Nel 1938 si trasferì dalla Sardegna a Roma per frequentare la facoltà di Giurisprudenza. Negli anni 1942 - 1943 si iscrisse al corso di recitazione presso l'Accademia nazionale d'arte drammatica; tra i suoi compagni c'era anche Vittorio Gassman.
Dopo il diploma debuttò in teatro diretto da Luchino Visconti, all'inizio del 1945, nei Parenti terribili. Successivamente lavorò in svariate compagnie tra cui quelle di Laura Adani, Laura Solari, Sergio Tofano, Salvo Randone, Vittorio Gassman per approdare a Milano al Piccolo Teatro, scelto da Strehler per una lunga serie di spettacoli.
Nel 1955 gli fu assegnato il Premio San Genesio, per la sua recitazione in Aspettando Godot, di Samuel Beckett.
Il debutto nel cinema avvenne nel 1946 in Un giorno nella vita, diretto da Alessandro Blasetti, primo di una serie di circa 25 film in cui recitò sino all'inizio degli anni novanta.
Particolarmente intensa fu la sua attività nella prosa radiofonica per la RAI dal primo dopoguerra e anche quella televisiva sia nelle commedie sia negli sceneggiati.

## Il teatro
- Cristo ha ucciso! di Gian Paolo Callegari, regia di Guido Salvini prima al Teatro della Biennale di Venezia il 1º ottobre 1948.
- La parigina di Henry Becque, regia di Giorgio Strehler, prima al Piccolo Teatro di Milano il 18 gennaio 1949.
- Riccardo III di William Shakespeare, regia di Strehler, prima al Piccolo di Milano il 15 febbraio 1950.
- Amleto di Riccardo Bacchelli, regia di Enzo Ferrieri, prima al Teatro Olimpico di Vicenza il 14 settembre 1956.
- La fastidiosa di Franco Brusati, regia di José Quaglio, 1965.
- Coriolano di William Shakespeare, regia di Antonio Calenda, prima al Teatro romano di Verona nell'estate 1969.
- La fiaccola sotto il moggio di Gabriele D'Annunzio, regia di Giancarlo Cobelli, 1983.

## Prosa radiofonica Rai
- Il candeliere, di Alfred de Musset, regia di Guglielmo Morandi, trasmessa il 7 febbraio 1953.
- Il giocoliere della Vergine, di Ronald Duncan, regia di Alberto Casella, trasmessa il 18 febbraio 1953
- La parigina, commedia di Henry Becque, regia di Giorgio Strehler, trasmessa 1 febbraio 1954
- I giorni della vita, di William Saroyan, regia di Marco Visconti, trasmessa il 7 febbraio 1955.
- La famiglia Barrett, commedia di Rudolf Besier, regia di Pietro Masserano Taricco, trasmessa il 7 marzo 1955
- Lo stratagemma dei bellimbusti, di George Farquhar, regia di Corrado Pavolini, trasmessa il 22 aprile 1955.
- Piccoli borghesi, dramma di Massimo Gorkij, regai di Flaminio Bollini, trasmesso iol 1 luglio 1962
- Il gioco delle parti di Luigi Pirandello, regia di Flaminio Bollini, trasmessa il 18 giugno 1963.
- Il cadetto di Casa Spinalba, di Salvatore Ventura, regia di Umberto Benedetto, dal 13 al 31 ottobre 1975.

## Prosa televisiva Rai
- Martina di Jean Jacques Bernard, regia di Mario Ferrero, trasmessa il 16 luglio 1954.
- Il potere e la gloria di Graham Greene, regia di Luigi Squarzina e Guglielmo Morandi, trasmessa il 24 agosto 1955.
- Il lupo, regia di Guglielmo Morandi, trasmessa il 2 febbraio 1956.
- L'Alfiere, regia di Anton Giulio Majano - miniserie TV (1956)
- Il borghese gentiluomo di Molière, regia di Giacomo Vaccari, trasmessa il 16 luglio 1959.
- L'idiota, sceneggiato televisivo, 1959.
- Giallo club - Invito al poliziesco (1961, miniserie TV, episodio: "Morte per una spia")
- Vita di Dante, sceneggiato televisivo, regia di Vittorio Cottafavi, 1965.
- Charlov e le figlie, da Ivan Turgenev, regia di Giandomenico Giagni, 11 marzo 1966.
- I fratelli Karamazov, sceneggiato televisivo, regia di Sandro Bolchi, 1969.
- Nero Wolfe, sceneggiato televisivo, regia di Giuliana Berlinguer, episodio Un incidente di caccia 1969.
- La signora delle camelie, regia di Vittorio Cottafavi, 1971.

## Filmografia
- Un giorno nella vita, regia di Alessandro Blasetti (1946)
- Gli ultimi giorni di Pompei, regia di Paolo Moffa (1950)
- Andrea Chénier, regia di Clemente Fracassi (1955)
- La maschera del demonio, regia di Mario Bava (1960)
- Ti aspetterò all'inferno, regia di Piero Regnoli (1960)
- La tragica notte di Assisi, regia di Raffaello Pacini (1961)
- Totò, Peppino e... la dolce vita, regia di Sergio Corbucci (1961)
- Vanina Vanini, regia di Roberto Rossellini (1961)
- Le monachine, regia di Luciano Salce (1963)
- Romeo e Giulietta, regia di Franco Zeffirelli (1968)
- I quattro pistoleri di Santa Trinità, regia di Giorgio Cristallini (1971)
- La controfigura, regia di Romolo Guerrieri (1971)
- Il santo patrono, regia di Bitto Albertini (1972)
- Ciak si muore, regia di Mario Moroni (1974)
- Il bacio, regia di Mario Lanfranchi (1974)
- Cagliostro, regia di Daniele Pettinari (1975)
- Il caso Raoul, regia di Maurizio Ponzi (1975)
- Perché si uccidono (La merde), regia di Mauro Macario (1975)
- Otello, regia di Franco Zeffirelli (1986)
- Secondo Ponzio Pilato, regia di Luigi Magni (1987)
- Corsia preferenziale, regia di Luigi Maria Gallo (1995)